# Olbramice (district d'Olomouc)
Pour les articles homonymes, voir Olbramice.
Olbramice (en allemand : Obranitz) est une commune du district et de la région d'Olomouc, en République tchèque. Sa population s'élevait à 219 habitants en 2023.

## Géographie
Olbramice se trouve à 8,5 km à l'est-nord-est de Litovel, à 18 km à l'ouest d'Olomouc, à 55 km au nord-nord-est de Brno et à 192 km à l'est-sud-est de Prague.
La commune est limitée par Vilémov et Senice na Hané au nord, par Náměšť na Hané à l'est, par Laškov au sud et au sud-ouest, et par Bohuslavice à l'ouest.

## Histoire
La première mention écrite de la localité date de 1376.

## Transports
Par la route, Olbramice se trouve à 11 km de Konice, à 22 km d'Olomouc, à 82 km de Brno et à 243 km de Prague.